# Paraíso (kommunhuvudort)
Paraíso är en kommunhuvudort i Brasilien.   Den ligger i kommunen Paraíso och delstaten São Paulo, i den sydöstra delen av landet, 600 km söder om huvudstaden Brasília. Paraíso ligger 581 meter över havet och antalet invånare är 5 898.
Terrängen runt Paraíso är huvudsakligen platt. Paraíso ligger uppe på en höjd. Närmaste större samhälle är Monte Azul Paulista, 18,3 km nordost om Paraíso.
Trakten runt Paraíso består till största delen av jordbruksmark. Runt Paraíso är det ganska glesbefolkat, med 39 invånare per kvadratkilometer.